# Armistício de Mudanya
O Armistício de Mudanya (em turco: Mudanya Mütarekesi) foi um acordo entre a Turquia (a Grande Assembleia Nacional da Turquia), por um lado, e Itália, França e Grã-Bretanha, por outro lado, assinado na cidade turca de Mudanya, na província de Bursa, em 11 de outubro de 1922. O Reino da Grécia aderiu ao armistício em 14 de outubro de 1922.

## Contexto
Sob o Armistício de Mudros, terminando sua parte na Primeira Guerra Mundial, as potências aliadas foram autorizadas a ocupar os fortes dos estreitos de Dardanelos e do Bósforo. Posteriormente, tendo também ocupado Constantinopla. Eles também decidiram dividir o Império Otomano. Os nacionalistas turcos resistiram a isso na forma da Grande Assembleia Nacional. Tendo obtido vitórias sobre as potências de ocupação na Anatólia, as forças turcas avançavam na zona neutra do Estreito.
Em 5 de setembro de 1922, Mustafa Kemal Atatürk afirmou a reivindicação turca da Trácia Oriental. Em 15 de setembro, o governo britânico decidiu que as forças britânicas deveriam manter sua posição e emitiu um ultimato. Em 19 de setembro, a Grã-Bretanha decidiu negar Constantinopla e a Trácia aos nacionalistas turcos, mas a França, a Iugoslávia, a Itália e os domínios britânicos se opuseram a outra guerra. Raymond Poincaré, o primeiro-ministro francês, tentou persuadir os turcos a respeitar a zona neutra. Os aliados pediram uma conferência de paz em 23 de setembro, com a qual Mustafa Kemal concordou em 29 de setembro, nomeando Mudanya como o local. Ao mesmo tempo, o governo britânico decidiu abandonar a Trácia Oriental para os turcos.
As negociações foram convocadas em 3 de outubro, levando à assinatura do Armistício de Mudanya em 11 de outubro. Os gregos aceitaram os termos em 13 de outubro.

## Termos do armistício
Nos termos acordados:
- As tropas gregas deveriam deixar a Trácia Oriental até o rio Maritsa e Adrianópolis (Edirne) em 15 dias.
- O poder civil se tornaria turco 30 dias após a saída das tropas gregas.
- Não mais do que 8 000 gendarmes turcos deveriam permanecer na Trácia Oriental até que um tratado de paz fosse concluído.[5]

O acordo final entre as partes foi elaborado na Conferência de Lausana de 21 de novembro de 1922 a 24 de fevereiro de 1923 e de 23 de abril a 24 de julho de 1923, levando ao Tratado de Lausana.
As tropas aliadas continuaram a ocupar a zona neutra, até que foram retiradas nos termos do tratado.